# Harald Helfgott
Pour les articles homonymes, voir Helfgott.
Harald Andrés Helfgott (né le 25 novembre 1977 à Lima) est un mathématicien péruvien dont les travaux portent sur la théorie des nombres. Helfgott est docteur en mathématiques de l'université de Princeton et est directeur de recherche (DR2) au CNRS/IMJ-PRG, à Paris. En 2015, il obtient la prestigieuse chaire Alexander von Humboldt à Göttingen.

## Travaux
En 2013, il a proposé une preuve de la conjecture faible de Goldbach.
Ses recherches portent actuellement sur la théorie des groupes et notamment sur le problème de leur croissance : « Prenons un sous-ensemble fini A d'un groupe et examinons les produits xy de toutes les paires (x, y) d'éléments de A. Ces produits forment un nouvel ensemble. Le problème de la croissance consiste à examiner si ce nouvel ensemble est beaucoup plus gros que l'ensemble de départ. ».

## Récompenses
Pour ses travaux, Helfgott a reçu plusieurs prix :
- en 2008, le Prix Philip-Leverhulme (mathématiques)[4],[5] ;
- en 2010, le Prix Whitehead, décerné par la London Mathematical Society[6] ;
- en 2011, le Prix Adams, conjointement avec Tom Sanders ;
- en 2017, il est nommé membre du comité d'honneur de l'association mondiale d'espéranto, pour la qualité de ses travaux publiés en espéranto[7].

## Publications
- (en) « University of Bristol »
- (en) « Zentralblatt MATH »
- (en) « ArXiv »